# Australian Associated Press
Pour les articles homonymes, voir AAP.
L'Australian Associated Press (AAP), fondée en 1935, est la première agence de presse de l'Australie.

## Histoire
L'Australian Associated Press (AAP) a été créée en 1935 par Fairfax Media, le groupe de presse de John Fairfax, et The Herald and Weekly Times, celui de Keith Murdoch. Elle avait pour mission de succéder à l'Australian Press Association, qui avait été mise en concurrence par l'agence Reuters avec un autre groupement de journaux australiens, l'United Service, jugé plus compétitif. De ce fait, pour ses informations internationales, l'Australian Associated Press fut contrainte de s'approvisionner à l'extérieur du cartel des grandes agences, regroupant Associated Press, l'Agence Havas, l'Agence Continentale et Reuters. 
Son premier président, le patron de presse Keith Murdoch avait quitté l'Australian Press Association en 1911, pour fonder le United Service avec un autre journal, puis mené dès 1924 une campagne contre l'agence de presse britannique Reuters, accusée d'être éloignée composée de journalistes snob, arrogants et éloignés des réalités australiennes, ce qui précipite le passage de Reuters, alors propriété de Sir Roderick Jones, sous le contrôle de la Press Association britannique.
Au cours de sa première année d'existence l'AAP a transmis à ses abonnés 1,1 million de mots, car il lui a fallu couvrir les Jeux olympiques de Berlin, et la Coupe Davis de tennis, dont la finale oppose l'Australie au Royaume-Uni. En 1947 une coentreprise associant l'Australian Associated Press (AAP) et la "New Zealand Press Association" (NZPA) entre au capital de la grande agence britannique Reuters.
Beaucoup plus tard, en 1972, alors que l'AAP était désormais abonnée à AP et à l'AFP, UPI était encore distribuée directement aux journaux de la puissante chaîne de Ruppert Murdoch, obtenant parallèlement un service d'informations intérieures, à distribuer à l'étranger.
Dans les années 1990, la division chargée des télécommunications a été filialisée puis vendue à Telecom New Zealand.

## Situation en 2012
L'AAP emploie 175 journalistes, répartis dans tous les états de l'Australie, avec aussi des correspondants à Londres, Auckland, Djakarta et Los Angeles, ainsi que des contributeurs aux États-Unis, en Europe, en Asie et en Afrique.
Les principaux actionnaires sont News Ltd et Fairfax Media, qui détiennent chacun 45 % du capital.